# El Desengaño, Unión Juárez
El Desengaño är en ort i Mexiko.   Den ligger i kommunen Unión Juárez och delstaten Chiapas, i den sydöstra delen av landet, 900 km sydost om huvudstaden Mexico City. El Desengaño ligger 991 meter över havet och antalet invånare är 395.
Terrängen runt El Desengaño är kuperad åt sydväst, men åt nordost är den bergig. Runt El Desengaño är det ganska tätbefolkat, med 155 invånare per kvadratkilometer. Närmaste större samhälle är Cacahoatán, 8,1 km sydväst om El Desengaño. I omgivningarna runt El Desengaño växer i huvudsak städsegrön lövskog.